# Buttwil
Buttwil is een gemeente en plaats in het Zwitserse kanton Aargau en maakt deel uit van het district Muri.
Buttwil telt 1.285 inwoners.